# Sixten Veit
Sixten Veit (* 7. Januar 1970 in Freiberg) ist ein ehemaliger deutscher Fußballspieler.

## Sportlicher Werdegang
Sixten Veit begann das Fußballspielen bei Traktor Oberbobritzsch und Geologie Freiberg. 1982 wechselte Veit in die KJS Karl-Marx-Stadt und durchlief die Nachwuchsmannschaften des FC Karl-Marx-Stadt. Den Sprung in den Profibereich des Clubs schaffte er nicht sofort. Über die Zwischenstationen ASG Vorwärts Leipzig und Aufbau Dkk Scharfenstein/Krumhermersdorf kehrte der Mittelfeldspieler 1991 nach Chemnitz zurück.
In den nächsten drei Spielzeiten etablierte sich Veit bei den Himmelblauen als Stammspieler, die Folge war ein Wechsel zum Ligakonkurrenten Hertha BSC. Bereits 1997 schaffte Veit mit der Hertha den Aufstieg in die Bundesliga, der dritte Platz in der Saison 1998/99 war die beste Platzierung, die er im Laufe seiner Karriere erreichte. 2001 verließ Veit nach Differenzen mit Trainer Jürgen Röber und Manager Dieter Hoeneß die Berliner in Richtung Beşiktaş Istanbul. Nach nur drei Einsätzen in der Süper Lig heuerte er in der Winterpause 2001/02 beim Zweitligisten 1. FC Union Berlin an. Auch bei Union kam Veit nur noch sporadisch zum Einsatz, 2003 wechselte er zum Halleschen FC, wo er 2004 seine Laufbahn beendete.

## Statistik
- Bundesliga: 81 Spiele (6 Tore)
- 2. Bundesliga: 140 Spiele (20 Tore)
- Süper Lig: 3 Spiele (kein Tor)